# Mutua Madrid Open 2025
Mutua Madrid Open 2025 — тенісний турнір, що проходив на ґрунтових кортах у місті Мадрид, Іспанія з 21 квітня
28 квітня. Належав до категорії ATP 1000, був турніром серії Мастерс Мадрид 2025 року.

## Фінальна частина

### Чоловіки, одиночний розряд
Каспер Рууд —  Джек Дрейпер 7–5, 3–6, 6–4

### Жінки, одиночний розряд
Аріна Соболенко —  Коко Гофф 6–3, 7–6(7–3)

### Чоловіки, парний розряд
Марсель Гранольєрс /  Орасіо Себальйос —  Марсело Аревало /  Мате Павич 6–4, 6–4

### Жінки, парний розряд
Сорана Кирстя /   Ганна Калінська —   Вероніка Кудерметова /  Елісе Мертенс 6–7(10–12), 6–2, [12–10]